# Mont Maru
Pour les articles homonymes, voir Mont Maru (Hiroo) et Mont Maru (Esan).
Le mont Maru (丸山, Maru-yama) est un dôme de lave situé dans le groupe volcanique Nipesotsu-Maruyama des monts Ishikari dans l'île de Hokkaidō au Japon, également appelé Higashi-Tokachi-Maruyama (東十勝丸山) ou Higashi-Taisetsu-Maruyama (東大雪丸山) pour le distinguer d'autres montagnes du même nom. Ce n'est qu'en 1989 que les volcanologues ont découvert que le mont Maru est un volcan du Quaternaire. La montagne s'élève à la limite des villes de Kamishihoro et Shintoku.

## Géologie
Le flanc occidental de la montagne montre un complexe d'accrétion de l'Éocène supérieur au Miocène inférieur. Le flanc oriental est composé de roches volcaniques mafiques non alcalines du Miocène inférieur au moyen. La montagne est surmontée de roches non-alcalines mafiques du Pléistocène moyen.

## Histoire éruptive
À part des fumerolles, la dernière éruption du mont Maru remonte au 3 décembre 1898 et a duré jusqu'au 6 décembre de cette même année. L'éruption précédente s'était produite vers 1700 av. J.-C.